# Кастеллани, Ренато
Рена́то Кастелла́ни (итал. Renato Castellani; 4 сентября 1913[…], Финале-Лигуре, Лигурия — 28 декабря 1985[…], Рим) — итальянский кинорежиссёр и сценарист.

## Биография
За свою жизнь поставил 19 полнометражных кинофильмов, мини-сериалов и написал сценарии к сорока. Дебютом Кастеллани-режиссёра стал фильм Выстрел  (1941), поставленный по одноименной повести А. С. Пушкина. Лента «Два гроша надежды» (1952) вместе с «Отелло» Орсона Уэллса была удостоена «Гран-при» (главного приза) Каннского кинофестиваля; за кинофильм «Ромео и Джульетта» (1954), экранизацию пьесы Шекспира, Кастеллани получил «Золотого льва» — главную награду фестиваля в Венеции, а за телевизионный мини-сериал «Жизнь Леонардо да Винчи» (1971) — «Золотой глобус» в 1973 году. Также широко известны фильмы Кастеллани «Под солнцем Рима» (1948), «Разбойник» (1961) и «Три ночи любви» (1964), телевизионный мини-сериал «Жизнь Джузеппе Верди»  («Верди», 1982).

## Фильмография
- 1942 — Выстрел / Un colpo di pistola
- 1943 — Женщина с гор / La donna della montagna
- 1944 — Заза / Zaza
- 1946 — Mio figlio professore
- 1948 — Под солнцем Рима / Sotto il sole di Roma
- 1950 — Весна / E primavera
- 1951 — Два гроша надежды / Due soldi di speranza
- 1954 — Джульетта и Ромео / Giulietta e Romeo
- 1957 — Мечты в ящике / I sogni nel cassetto
- 1958 — Ад посреди города / Nella citta l'inferno
- 1961 — Разбойник / Il brigante (в советском прокате — «Бунтарь»)
- 1963 — Бурное море / Спятившее море / Cумасшедшее море / Mare matto
- 1964 — Антисекс / Controsesso
- 1964 — Три ночи любви / La vedova, episodio di Tre notti d'amore
- 1967 — Какие призраки / Questi fantasmi
- 1969 — Короткий сезон / Una breve stagione
- 1971 — Жизнь Леонардо да Винчи / La vita di Leonardo da Vinci (мини-сериал)
- 1973 — В честь Венеции
- 1978 — Il furto della Gioconda
- 1982 — Джузеппе Верди / Verdi (сериал)